# Joseph Huber (Soziologe)

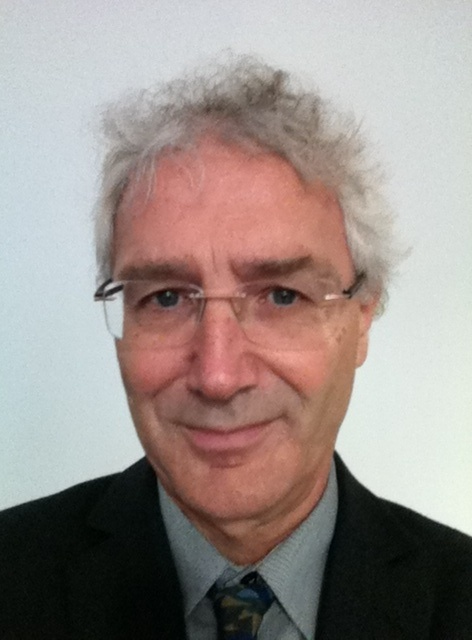
Joseph Huber, 2011

Joseph Huber (* 4. November 1948 in Mannheim) ist ein deutscher Ökonom und Sozialwissenschaftler. Er entwickelte das geldwirtschaftliche Konzept eines Vollgeld-Systems.

## Leben und Werke
Huber studierte Soziologie in Heidelberg und Bochum, war an der Wirtschaftshochschule St. Gallen, Schweiz, als Projektmitarbeiter tätig, promovierte in Ökonomie an der Freien Universität Berlin und habilitierte dort in Politikwissenschaft im Jahr 1981. Danach war er als Publizist und Politikberater für in- und ausländische Adressen tätig, ehe er 1992 den Lehrstuhl für Wirtschafts- und Umweltsoziologie an der Martin-Luther-Universität in Halle erhielt.
Joseph Huber ist mit verschiedenen Arbeiten hervorgetreten, darunter Beiträgen zum Konzept der Dualwirtschaft (formeller und informeller Bereich von Wirtschaft und Arbeit) und zum Ansatz der ökologischen Modernisierung durch technische und soziale Innovationen.
Im Jahre 2001 hielt Huber einen Vortrag über „Seigniorage Reform and Plain Money“ („Münzgewinn-Reform und Vollgeld“) und entwickelte das Vollgeld-Konzept weiter. Huber kritisiert das Mindestreserve-System, da dort Geschäftsbanken über die multiple Geldschöpfung ein Vielfaches von Krediten gegenüber ihren Reserven erzeugen können. Die Zentralbank hätte damit die Kontrolle über die Geldmenge und damit das Geldregal weitgehend verloren, da M1 85 % der Geldmenge repräsentieren würde. Außerdem würde der Geldschöpfungsgewinn (Münzgewinn) abzüglich der Kosten für Verwaltungs- und Transaktionskosten bei den Banken verbleiben, statt wie in seinem Konzept bei der öffentlichen Hand, die heute nur den Zentralbankgewinn hätte. Das sei Folge der Entwicklung des bargeldlosen Zahlungsverkehrs und IuK-Zahlungsformen. Die Zentralbanken würden sich beim Versuch, das Geldmengenwachstum zu kanalisieren, obwohl ihnen laut Huber die Geldmengensteuerung entglitten sei, wenigstens kompensatorisch der Zinspolitik zuwenden.

## Vollgeldreform
Bei einer Vollgeldreform (wie in „Geldschöpfung in öffentlicher Hand“. beschrieben) würden Girokonten in Geldkonten umdeklariert und die Schöpfung von Buchgeld wäre den Geschäftsbanken gesetzlich verboten. Die Geschäftsbanken dürften nun diese Geldkonten nicht mehr in ihrer Bilanz führen, sondern würden diese lediglich verwalten, äquivalent zu den heutigen Wertpapierdepots. Die Tilgung noch laufender Buchgeldkredite würde nun nicht mehr zu einer Bilanzverkürzung der Geschäftsbanken führen und somit Buchgeld vernichten, sondern würde in Vollgeld umdeklariert und in Form einer einmaligen Substitutions-Seigniorage über die Zentralbank an die öffentliche Hand weitergeleitet. Das bedeutet, dass das im Moment im Umlauf befindliche Buchgeld über einen gewissen Zeitraum (die Restlaufzeiten der alten Buchgeldkredite) in Vollgeld umdeklariert und an den Staat zurück fließen würde. Nach Schätzungen von Joseph Huber ließe sich beispielsweise die Staatsverschuldung zu ca. 40–50 % tilgen. Würde diese einmalige Seigniorage tatsächlich dafür verwendet, die Staatsverschuldung zu tilgen, würde das Geld in weiten Teilen wieder zurück an die Geschäftsbanken fließen, da diese Hauptgläubiger des Staates sind.
In einem Vollgeldsystem würde neues Geld dadurch geschöpft, dass die Zentralbank unbefristeten und unverzinsten Kredit ausschließlich an die Regierung vergibt. Über die Verwendung dieser Kredite würde alleine die Regierung entscheiden. In Notsituationen und unter außergewöhnlichen Umständen (beispielsweise großen Umweltkatastrophen) soll die Zentralbank aber auch in der Lage sein, befristete und verzinste Kredite an die Exekutive und die Geschäftsbanken zu gewähren. Die Zentralbank würde sich bei der neu zu schöpfenden Geldmenge an dem zu erwartenden Wirtschaftswachstum orientieren. Im Falle einer Rezession wäre es auch möglich, die Geldmenge relativ zum Wirtschaftswachstum wieder zu verringern, um die Preisniveaustabilität zu sichern. Die Seigniorage, die im jetzigen Mindestreserve-System zum größten Teil an die Geschäftsbanken fließt, würde nun der öffentlichen Hand zugutekommen.
Die Geschäftsbanken wären nach wie vor für die Versorgung der privaten Haushalte und der Unternehmen mit Krediten zuständig. Die Geschäftsbanken wären allerdings nicht mehr in der Lage, dies durch Buchgeldschöpfung zu tun, sondern müssten Investitionskapital von anderen Wirtschaftsteilnehmern einsammeln, um dieses verleihen zu können.
Um sicherzustellen, dass die Zentralbank ihrer Aufgabe der Geldmengensteuerung seriös und verantwortungsbewusst nachkommt, würde sie in den Rang einer unabhängigen vierten Staatsgewalt erhoben. Dies möchte der Begriff der „Monetative“ veranschaulichen.

## Schriften
- Wer soll das alles ändern. Die Alternativen der Alternativbewegung. Rotbuch, Berlin 1980, ISBN 3-88022-229-0.
- Die verlorene Unschuld der Ökologie. Fischer, Frankfurt am Main 1982, ISBN 3-10-034103-1.
- Die zwei Gesichter der Arbeit. Fischer, Frankfurt am Main 1984, ISBN 3-10-034104-X.
- Herrschen und Sehnen. Kulturdynamik des Westens. Beltz, Weinheim 1989, ISBN 3-407-85093-X.
- Unternehmen Umwelt. Weichenstellungen für eine ökologische Marktwirtschaft. S. Fischer, Frankfurt am Main 1991, ISBN 3100341066. Kernaussage: "Nur ein Unternehmen das ökologisch geführt wird, kann künftig auf dem  Markt bestehen."
- Vollgeld. Duncker & Humblot, Berlin 1998, ISBN 3-428-09526-X.
- mit James Robertson: Creating New Money. A monetary reform for the information age. New Economics Foundation, London 2002, ISBN 1-899407-29-4. (online)
- Allgemeine Umweltsoziologie. 2. Auflage. VS, Wiesbaden 2011, ISBN 978-3-531-17872-1.
- New Technologies and Environmental Innovation. Elgar, Cheltenham 2004, ISBN 1-84376-799-6.
- GG-Szenario. 159 Artikel für einen neuen Gesellschaftsvertrag. Edition Büchergilde, Frankfurt am Main 2005, ISBN 3-936428-51-4.
- mit James Robertson: Geldschöpfung in öffentlicher Hand. Weg zu einer gerechten Geldordnung im Informationszeitalter. Gauke, Kiel 2008, ISBN 978-3-87998-454-1. (überarbeitete deutsche Ausgabe von Creating New Money. A monetary reform for the information age)
- Immer mehr Bildung. Zukunftsinvestition oder progressive Illusion? Metropolis, Marburg 2009, ISBN 978-3-89518-731-5.
- Monetäre Modernisierung. Zur Zukunft der Geldordnung: Vollgeld und Monetative. 5. Auflage. Metropolis, Marburg 2016, ISBN 978-3-7316-1198-1.
- Sovereign Money. Beyond Reserve Banking. Palgrave Macmillan, London 2017, ISBN 978-3-319-42173-5.
- Monetäre Souveränität. Geldsystem im Umbruch. Metropolis, Marburg 2018, ISBN 978-3-7316-1333-6.
- Zeitenwende des Geldsystems. Vom Bankengeld zum digitalen Zentralbankgeld. Metropolis, Berlin 2022, ISBN 978-3-7316-1509-5.